# Martonoșa, Novomîrhorod
Martanoșa (în ucraineană Мартоноша) este localitatea de reședință a comunei omonime din raionul Novoukraiinka, regiunea Kirovohrad, Ucraina.

## Istoric
În anii 1751-1752, pe terenurile libere și puțin populate ale Câmpului sălbatic din dreapta Niprului, cu permisiunea împărătesei Elisabeta, s-au stabilit aici 620 de familii (coloniști din Balcani, sârbi, bulgari, dar și moldoveni). Marea majoritate a coloniștilor care au urmat aici au fost la fel moldoveni. În 1764, aici a predicat Ioan Hmelnițchi, un preot moldovean din satul Holmu.

## Demografie
Componența lingvistică a localității Martonoșa
     Ucraineană (68,6%)
     Română (29,99%)
     Rusă (1,42%)
Conform recensământului din 2001, majoritatea populației localității Martonoșa era vorbitoare de ucraineană (68,6%), existând în minoritate și vorbitori de română (29,99%) și rusă (1,42%).

## Personalități

### Născuți în Martonoșa
- Andrei Ghervasiev (1906–1997), militar sovietic de origine moldovenească
- Macarie Radul (1910–1971), geograf sovietic moldovean
- Dimitri Gladki (1911–1959), politician sovietic moldovean

## Vezi și
- Românii de la est de Nistru